# 准格尔站
准格尔站，位于中华人民共和国内蒙古自治区鄂尔多斯市准格尔旗大路镇，是呼准鄂铁路上的火车站，距旗政府驻地薛家湾镇30公里，2017年12月31日开通启用，由中国铁路呼和浩特局集团呼和浩特车站管辖。

## 歷史
- 2017年12月31日开通启用。

## 外部連結
- 中国铁路客户服务中心（页面存档备份，存于）